# Орден Светог Александра Невског
Орден Светог Александра Невског (рус. орден Святого Александра Невского) је био орден Руске Империје којег је прва доделила Катарина I Алексејевна. Орден се додељивао у периоду између 1725. и 1917. године. У хијерархији ордења у Руској Империји, овај орден је био трећи по реду, иза Ордена Светог Андреја Првозваног и Ордена Свете Екатарине. Додељиван је у част Александра Невског, који је био руски кнез и светац Руске православне цркве.

## Историјат
Овај орден је прво био додељен Петру Великом и то посмртно, за војне заслуге. До владавине Катарине Велике, додељено је око 300 ордења, док је она сама доделила око 250 комада ордена. Гледајући списак носилаца овог ордена, он се на почетку углавном додељивао вишим официрима, чина генерал-лајтнанта или генерал-мајора. Након преношења моштију Александра Невског, у септембру 1725. овај орден се додељивао официрима са најнижим чином генерал-лајтнант. Као празник ордена се узимао 30. август, датум премештања моштију Александра Невског.
Током Наполеонове инвазије на Русију, додељено је 48 ордења, од који 14 са брилијантинима. Највише комада ордена је додељено 1916. године и то 105. Орден је укинут 1917. године од стране Совјета народних комесара.
Президијум Врховног совјета Совјетског Савеза је Указом из 1942. године орден поново уврстио у ред одликовања, али под насловом Орден Александра Невског.
У част владичeњa у Санкт Петербургу, 6. августа 1833. године, руски император Николај I Павлович доделио је Петру II Петровићу Његошу, духовном и световном владару Црне Горе, Орден Светог Александра Невског. Други домаћи носиоци су Сава Владиславић Рагузински, Никола Пашић, Божо Петровић Његош и Данило I Петровић Његош.

## Изглед ордена
Знак ордена је био представљен у облику четворокраког крста, чији су се краци ширили на крајевима. Између свака два крака крста се налазио двоглави орао. У средини крста се налазио медаљон са насликаним Александром Невским. Уз сам знак ордена се додељивала и звезда ордена, која је била сребрна и на којој је писало „За рад и отаџбину“. Носила се на левој страни груди. Лента ордена је била црвене боје.
Од 1860. године, орден се у одређеном броју случајева правио у црној боји.